# Abseits vom Glück
Abseits vom Glück ist ein deutsches Stummfilmmelodram von Rudolf Biebrach aus dem Jahre 1916 mit Henny Porten in der Hauptrolle.

## Handlung
Silvia Aguzzi hat sich in der Welt des Zirkus’ einen Namen als Kunstreiterin gemacht. Ihr Stiefvater Giacomo Aguzzi, der den kleinen Wanderzirkus mit ihr als Hauptattraktion leitet, behandelt sie ausgesprochen schlecht. Die Dinge scheinen sich für Silvia erst dann zu bessern, als ein scheinbarer Galan in Gestalt des Grafen Heinz von Olmerode auftaucht und sie beschützt. Beide jungen Leute verlieben sich ineinander. Doch bald lässt Heinz Silvia, mit der er nur vorübergehend seinen Spaß haben wollte, fallen, um eine vom gesellschaftlichen Ansehen her angemessener Partie, seine Cousine, zu heiraten. Silvia ist nunmehr wieder ihrem Peiniger Giacomo ausgeliefert und obendrein durch Heinz, der sie geschwängert zurückließ, allein stehend mit Kind. Da Aguzzi Silvias Tochter als störend empfindet, nimmt er sie Silvia kurzerhand weg und legt das Bündel Mensch vor dem Schlosstor des gräflichen Verführers ab. 
Außer sich vor Wut, attackiert Silvia den Babydieb Giacomo. Bei dem nachfolgenden Zweikampf fällt der Kindesräuber vom Zirkuswagen und bricht sich dabei das Genick. Silvia wird verhaftet und muss für den angeblichen Mord 18 Jahre ins Gefängnis. Als sie wieder entlassen wird, kehrt sie mit ihrem Vertrauten, dem verkrüppelten Clown Tonio, in ihr Herkunftsgebiet zurück. Aus ihrer einst entführten Tochter ist die junge Ruth von Olmerode geworden, die vom Grafen, ihrem leiblichen Vater, aufgezogen wurde. Auf einer Bauernhochzeit erkennt Silvia sofort ihr erwachsen gewordenes Kind, gibt sich jedoch ihr gegenüber nicht sofort als ihre Mutter zu erkennen, um der jungen Frau unabsehbare Komplikationen zu ersparen. Silvia geht dennoch zu Heinzens Grafenschloss, um dort eine Unterredung mit ihrer Tochter zu erbitten. Heinz von Olmerode aber möchte nicht, dass Ruth von ihrer nicht standesgemäßen Mutter mit der finsteren Vergangenheit erfährt und lehnt Silvias Bitte ab. Silvia, die einsieht, dass Heinzens Entscheidung für Ruths Zukunft richtig sein könnte, zieht mit ihrem Getreuen Tonio von dannen. 

## Produktionsnotizen
Abseits vom Glück entstand im Frühjahr 1916 im Messter-Film-Atelier in Berlins Blücherstraße 32. Der Dreiakter passierte die Zensur im Mai 1916 und wurde am 19. Mai 1916 im Berliner Mozartsaal uraufgeführt. In der österreichischen Fassung besaß der Streifen eine Länge von rund 1400 Metern.

## Kritik
Paimann’s Filmlisten resümierte: „Stoff höchst dramatisch, Spiel, Photos und Szenerie prima.“